# Kup Bosne i Hercegovine 2000-2001
La Kup Bosne i Hercegovine 2000-2001 è stata la prima edizione della coppa nazionale della Bosnia Erzegovina. È iniziata il 2 dicembre 2000 come Coppa della Federazione di Bosnia ed Erzegovina (con solo le squadre bosgnacche e croate, ovvero quelle della Federazione di Bosnia ed Erzegovina), ma a "metà strada" si sono aggiunte le squadre della Repubblica Srpska e quindi per la prima volta il torneo ha coinvolto tutte le tre etnie della nazione.
La coppa è stata vinta dallo Željezničar, al suo primo titolo.

## Formula
Il torneo avrebbe dovuto svolgersi con la consueta formula ad eliminazione diretta con la partecipazione delle squadre aderenti alla 
N/FSBiH ma il 31 gennaio 2001 la Federazione calcistica della Repubblica Serba comunicò che fu raggiunto l'accordo per far giocare quattro delle propri club alla competizione. Venne così effettuato un turno intermedio tra gli ottavi ed i quarti di finale con la coppa che proseguì ad eliminazione diretta.

## Squadre partecipanti
- Partecipano tutte le 22 squadre della Premijer Liga 2000-2001.
- 6 squadre dalla Prva liga FBiH 2000-2001 (Grude, Bosna Visoko, Odžak 102, Drina, NK Vitez e Podgrmeč Sanski Most)
- 4 dalle divisioni inferiori (Blagaj, Tomislav, Mramor e Butmir)

Nel turno intermedio entrano 4 squadre dalla Kup Republike Srpske:
- 3 dalla Prva liga Republike Srpske 2000-2001 (Boksit Milići, Radnik Bijeljina e Kozara Gradiška)
- 1 dalla Druga liga Republike Srpske 2000-2001 (Omladinac APB Banja Luka)

## Sedicesimi di finale
| Squadra 1         | Risultato | Squadra 2          |
| ----------------- | --------- | ------------------ |
| 02.12.2000        |           |                    |
| Grude             | 0 - 3     | Željezničar        |
| Blagaj            | 4 - 5     | Velež Mostar       |
| Tomislav          | 0 - 2     | Čelik Zenica       |
| Bosna Visoko      | 0 - 1     | Široki Brijeg      |
| Odžak 102         | 2 - 1     | Troglav            |
| Drina Crni Vukovi | 0 - 3     | Ljubuški           |
| Iskra Bugojno     | 1 - 2     | Posušje            |
| Mramor            | 3 - 2     | Budućnost Banovići |
| Travnik           | 5 - 0     | Đerzelez           |
| Sloboda Tuzla     | 5 - 0     | Čapljina           |
| Brotnjo           | 0 - 3     | Sarajevo           |
| Zrinjski Mostar   | 1 - 0     | Rudar Kakanj       |
| NK Vitez          | 2 - 0     | Orašje             |
| Kiseljak          | 3 - 0     | Jedinstvo Bihać    |
| Butmir            | 0 - 5     | Olimpik Sarajevo   |
| Podgrmeč          | 5 - 0     | Krajina Cazin      |

## Ottavi di finale
| Squadra 1    | Totale      | Squadra 2        | Andata     | Ritorno    |
| ------------ | ----------- | ---------------- | ---------- | ---------- |
|              |             |                  | 06.12.2000 | 09.12.2000 |
| Posušje      | 2 - 2 (gfc) | Sloboda Tuzla    | 1 - 0      | 1 - 2      |
| NK Vitez     | 1 - 1 (gfc) | Čelik Zenica     | 1 - 1      | 0 - 0      |
| Mramor       | 3 - 6       | Olimpik Sarajevo | 2 - 1      | 1 - 5      |
| Odžak 102    | 2 - 3       | Kiseljak         | 1 - 2      | 1 - 1      |
| Sarajevo     | 4 - 1       | Zrinjski Mostar  | 3 - 0      | 1 - 1      |
| Podgrmeč     | 1 - 2       | Travnik          | 0 - 0      | 1 - 2      |
| Ljubuški     | 1 - 4       | Željezničar      | 0 - 1      | 1 - 3      |
| Velež Mostar | 1 - 5       | Široki Brijeg    | 1 - 1      | 0 - 4      |

## Turno intermedio
Il 31 gennaio 2001 è stato annunciato che le 4 semifinaliste della Kup Republike Srpske si sarebbero aggregate alla coppa. Quindi, invece di proseguire con la disputa dei quarti di finale (l'andata era in programma il 24 febbraio), si è decisa l'effettuazione di un turno intermedio fra le quattro squadre serbe (Boksit, Radnik, Kozara ed Omladinac) e quattro fra le otto della Federazione BiH che avevano superato gli ottavi di finale (Posušje, Čelik, Olimpik e Sarajevo).
| Squadra 1        | Totale      | Squadra 2                | Andata     | Ritorno    |
| ---------------- | ----------- | ------------------------ | ---------- | ---------- |
|                  |             |                          | 14.03.2001 | 28.03.2001 |
| Boksit Milići    | 0 - 4       | Posušje                  | 0 - 0      | 0 - 4      |
| Čelik Zenica     | 4 - 4 (gfc) | Omladinac APB Banja Luka | 2 - 3      | 2 - 1      |
| Radnik Bijeljina | 2 - 3       | Olimpik Sarajevo         | 0 - 2      | 2 - 1      |
| Sarajevo         | 1 - 0       | Kozara                   | 1 - 0      | 0 - 0      |

## Quarti di finale
| Squadra 1     | Totale | Squadra 2                | Andata     | Ritorno    |
| ------------- | ------ | ------------------------ | ---------- | ---------- |
|               |        |                          | 04.04.2001 | 25.04.2001 |
| Travnik       | 0 - 5  | Posušje                  | 0 - 3      | 0 - 2      |
| Široki Brijeg | 3 - 1  | Omladinac APB Banja Luka | 2 - 1      | 1 - 0      |
| Sarajevo      | 3 - 0  | Kiseljak                 | 3 - 0      | 0 - 0      |
| Željezničar   | 4 - 0  | Olimpik Sarajevo         | 4 - 0      | 0 - 0      |

## Semifinali
| Squadra 1     | Totale | Squadra 2   | Andata     | Ritorno    |
| ------------- | ------ | ----------- | ---------- | ---------- |
|               |        |             | 09.05.2001 | 25.05.2001 |
| Široki Brijeg | 1 - 3  | Željezničar | 0 - 1      | 1 - 2      |
| Posušje       | 2 - 4  | Sarajevo    | 1 - 0      | 1 - 4      |

## Finale
| Arbitro: | Siniša Zrnić (Zenica) |

| |            | |
| Repuh 19’ Šaranović 50’ | Marcatori  | 43’ Adžem 59’ Alilhodžić 78’ Muharemović                                                                                 |
| Alaim Suljić Suljagić Uščuplić Zukić Osmanhodžić Repuh (Fočić, Berberović) Mešanović (Milak) Pelak A. Ferhatović Šaranović | Formazioni | Kružik Biščević Mulaosmanović (Kurt) Mulalić Alihodžić Adžem M. Bešlija S. Žerić (Garčević) Muratović Muharemović Joldić |
| Husref Musemić | Allenatori | Amar Osim |